# Anna Freud
Anna Freud (3 tháng 12 năm 1895 – 9 tháng 10 năm 1982) đứa con thứ 6 và cuối cùng của nhà tâm lý học Sigmund Freud và vợ Martha Bernays. Sinh ra tại Viên, Anna theo nghiệp của cha và đóng góp trong lĩnh vực tâm lý học mới là phân tâm học - psychoanalysis. Cùng với Melanie Klein, Anna được xem người sáng lập ra phân tâm học trẻ em  So với Sigmund Freud, sự nghiệp của Anna nhấn mạnh vào tầm quan trọng của cái tôi - ego và khả năng đào tạo của nó.

## Tiểu sử

### Những năm tháng tại Viên
Anna Freud dường như đã chịu một tuổi thơ không hạnh phúc, khi còn nhỏ Anna không bao giờ có quan hệ gần gũi và thoải mái với mẹ, Anna được nuôi dưỡng hoàn toàn bởi Josephine, một bà sơ Công giáo  Anna gặp khó khăn trong mối quan hệ với anh chị em ruột, đặc biệt với chị gái Sophie Freud (cũng như là rắc rối với chị họ Sonja Trierweiler, "ảnh hưởng xấu" đối với Anna).
Anna Freud không được học nhiều tại trường; Thay vì đó Anna ở nhà học rất nhiều từ cha và khách của ông. Đó là cách Anna học lõi tiếng Do thái, Đức, Anh, Pháp và Italia. Khi 15 tuổi, cô bắt đầu đọc các nghiên cứu của cha cô. Anna tốt nghiệp trường Cottage Lyceum tại Vienna, vào năm 1912. Cô chịu chứng trầm cảm và dao động về tương lai. Sau đó, cô đến Italy ở với bà, có bằng chứng cho rằng năm 1914 cô một mình đến Anh để học tiếng Anh', Nhưng chỉ được một thời gian ngắn do sự bùng nổ của chiến tranh.
Năm 1914 cô thi đậu và trở thành thực tập sinh tại trường cũ của mình - Cottage Lyceum. Từ 1915 đến 1917, Anna trở thành thực tập sinh và giảng dạy tại đây từ 1917 đến 1920. Anna sớm từ bỏ công việc giảng dạy vị bệnh lao. Năm 1918, Cha cô bắt đầu các nghiên cứu Phân tâm học trên Anna và cô bắt đầu nghiên cứu nghiêm túc ngành tâm lý học. Các phân tích của cô hoàn thành vào năm 1922 và sau đó cô xuất bản nghiên cứu "Nhịp đập của trí tưởng tượng và những mộng tưởng" cô tham gia Hội Tâm lý học Vienna, và trở thành thành viên. Năm 1923, Anna bắt đầu thực hành các nghiên cứu tâm lý của mình trên trẻ em và co giảng dạy tại viện đào tạo tâm lý học Vienna dựa trên các kỹ thuật nghiên phân tích tâm lý trẻ em. Từ 1925 đến 1934, Anna là thư ký của Hiệp hội tâm lý quốc tế - International Psychoanalytical Association, và tiếp tục thực hiện các nghiên cứu,hội thảo, buổi nói chuyện về chủ đề phân tích tâm lý trẻ em. Năm 1935, Anna trở thành giám đốc của viện đào tạo tâm lý học Vienna. Trong những năm tiếp theo Anna xuất bản các nghiên cứu về " Những phương pháp và phương tiện trách khó chịu và lo âu của cái tôi " - "ways and means by which the ego wards off displeasure and anxiety", Cái tôi và cơ chế phòng vệ - The Ego and the Mechanisms of Defence. Các nghiên cứu đó tạo nền móng cơ bản cho tâm lý học về cái tôi ego psychology và đem lại danh tiếng cho Anna như là nhà lý luận tiên phong trong lĩnh vực này.

### Những năm tháng tại London
Năm 1938 Gia đình Freud phải chạy trốn khỏi Áo để tránh sự truy nã của Đức Phát Xít với người Do thái thông qua liên minh chính trị Áo và Đức - Anschluss. Sức khỏe của cha Anna suy giảm nghiêm trọng do ung thư quai hàm, vì vậy Anna phải tổ chức cuộc di tản gia đình sang London. Tại đây Anna tiếp tục nghiên cứu và chăm sóc cha, cho đến khi ông qua đời vào mùa thu năm 1939. khi Anna đến London, cũng là lúc xung đột giữa bà và Melanie Klein về các phương pháp phát triển trẻ em lên đến đỉnh điểm tại một cuộc thảo luận.
Chiến tranh đem lại cho Anna cơ hội quan sát sự phát triển tâm lý trẻ em khi bị không có sự chăm sóc của cha mẹ. Anna thành lập trung tâm cho trẻ em là nạn nhân chiến tranh được gọi là "Trại trẻ Hampstead" - "The Hampstead War Nursery". Tại đây những đứa trẻ phải tự chăm sóc mặc dù có khuyến khích cha mẹ thường xuyên đến thăm. sau chiến tranh, Anna tiếp tục thực hiện tại Bulldogs Bank Home, nơi chăm sóc các đứa trẻ mồ côi, hoạt động nhờ các cộng sự của bà. Dựa trên những quan sát đó Anna cùng với bạn là Dorothy Tiffany-Burlingham xuất bản bộ sách về các tác động đến trẻ em và khả năng tìm kiếm sự thay thế ảnh hưởng giữa các người chăm sóc thay thế khi không có cha mẹ.
Từ những năm 1950 đến cuối đời Anna thường xuyên qua Hoa kỳ để diễn thuyết, giảng dạy và thăm bạn bè. Anna được phong tặng thành viên danh dự của Viện hàm lâm Hoa kỳ - American Academy of Arts and Sciences vào năm 1959. Trong suốt những năm 1970 bà quân tâm đến các vấn đề rối loạn cảm xúc.
Anna mất tại London vào ngày 9 tháng 10 năm 1982. Bà được hỏa táng tại Golders Green Crematorium.

## Các tác phẩm
- Freud, Anna (1966–1980). Các bài viết của Anna Freud: 8 tập. New York: Indiana University of Pennsylvania (Gồm cấc bài viết nổi tiếng nhất của bà.)
  - Tập. 1. Hướng dẫn nghiên cứu Tâm lý học: Thuyến trình cho giáo viên và nhà phân tích tâm lý trẻ em (1922–1935)
  - Tập. 2. Cái tôi và cơ chế phòng vệ (1936); (Tái bản: 1966 (Hoa kỳ), 1968 (Vương quốc Anh))
  - Tập. 3. Báo cáo nghiên cứu trẻ sơ sinh phát triển không có gia đình tại Hampstead Nurseries thực hiện Anna Freud
  - Tập. 4. Indications for Child Analysis and Other Papers (1945–1956)
  - Tập. 5. Research at the Hampstead Child-Therapy Clinic and Other Papers: (1956–1965)
  - Tập. 6. Normality and Pathology in Childhood: Assessments of Development (1965)
  - Tập. 7. Problems of Psychoanalytic Training, Diagnosis, and the Technique of Therapy (1966–1970)
  - Tập. 8. Psychoanalytic Psychology of Normal Development
- Freud in collaboration with Sophie Dann: An Experiment in Group Upbringing, in: The Psychoanalytic Study of the Child, VI, 1951.[7] A group of six three-year-old former Terezin children is observed as regards group behavior, psychological problems and adaption. (Information taken from Biography Erna Furman)

### Tiểu sử
- Coles, Robert (1992). Anna Freud: The Dream of Psychoanalysis. Reading, Mass.: Addison-Wesley. ISBN 0-201-57707-0.
- Peters, Uwe Henrik (1985). Anna Freud: A Life Dedicated to Children. New York: Schocken Books. ISBN 0-8052-3910-3.
- Young-Bruehl, Elisabeth (1988). Anna Freud: A Biography. New York: Summit Books. ISBN 0-671-61696-X.

### Hồi ký hư cấu
- Coffey, Rebecca (2014). Hysterical: Anna Freud's Story. New York: She Writes Press. ISBN 9781938314421.

## Liên kết bên ngoài
- Anna Freud Centre Lưu trữ ngày 16 tháng 10 năm 2015 tại Wayback Machine
- Life and Work of Anna Freud
- International Psychoanalytical Association Lưu trữ ngày 18 tháng 1 năm 1998 tại Wayback Machine
- Biography of Anna Freud Lưu trữ ngày 9 tháng 11 năm 2006 tại Wayback Machine
- Lost Girl by Doug Davis Lưu trữ ngày 28 tháng 1 năm 2015 tại Wayback Machine
- Commentary on Freud's The Ego and the Mechanisms of Defense Lưu trữ ngày 18 tháng 4 năm 2014 tại archive.today from 50 Psychology Classics (2003)
- Anna Freud correspondence/ from the Historic Psychiatry Collection, Menninger Archives, Kansas Historical Society
- Anna Freud Profile on Psychology's Feminist Voices Lưu trữ ngày 25 tháng 4 năm 2016 tại Wayback Machine

Bản mẫu:Sigmund Freud